# 上海交通大学出版社
上海交通大学出版社为上海交通大学的附属出版社。

## 历史
该出版社的前身为19世纪末成立的南洋公学译书院，1925年成立了出版委员会；1947年在其基础上成立了交通大学出版社，中华人民共和国成立后停办。1983年上海交通大学出版社正式成立。2000年12月，上海交通大学电子音像出版社成立。

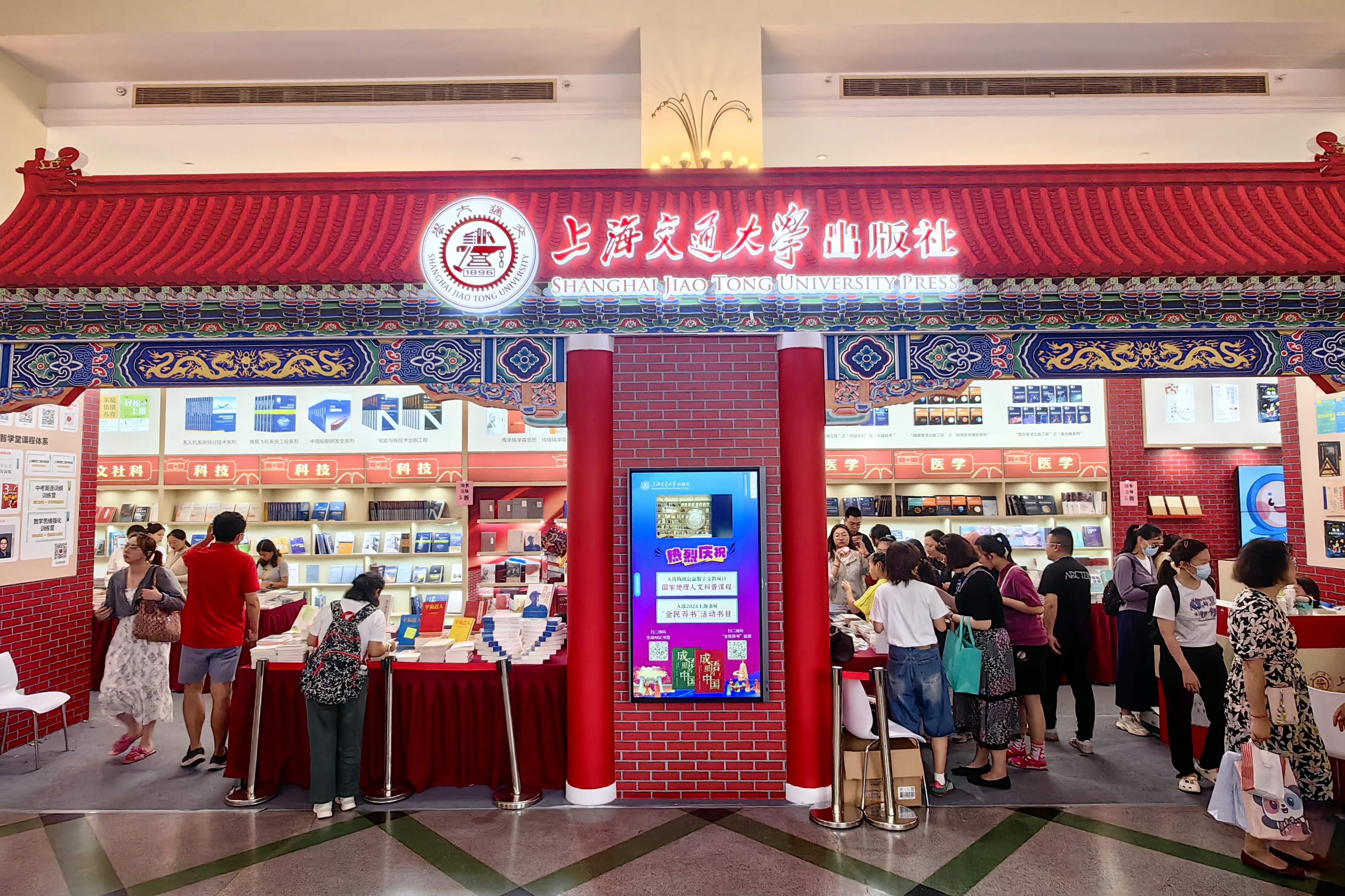
2024年上海书展上海交通大学出版社展位

该社在理工医学、科学人文、经济管理、外语教学、学术研究等领域具有特色和优势，并在科学人文、外语类图书、理工医学术专著、古籍整理等方面在大学社居于国内首位。该社出版的《中国学会史丛书》、《中国历史地理文献辑刊》、《中国世界文化和自然遗产历史文献丛书》等书更是填补了中国出版行业的空白。